# Gmina Karlstad
Gmina Karlstad (szw. Karlstads kommun) – gmina w Szwecji, w regionie Värmland, z siedzibą w Karlstad.
Pod względem zaludnienia Karlstad jest 19. gminą w Szwecji. Zamieszkuje ją 81 768 osób, z czego 51,2% to kobiety (41 869) i 48,8% to mężczyźni (39 899). W gminie zameldowanych jest 3035 cudzoziemców. Na każdy kilometr kwadratowy przypada 70,07 mieszkańca. Pod względem wielkości gmina zajmuje 86. miejsce.